# Charaxes eurialus
Charaxes eurialus es una especie de lepidóptero de la familia  Nymphalidae. Es originaria de isla Ambon, Banten y Saparua en Indonesia.
Tiene una envergadura de alas de 50 mm.
- Datos: Q738625
- Multimedia: Charaxes eurialus / Q738625
- Especies: Charaxes eurialus